# Ромащенко Михайло Олексійович
Михайло Олексійович Ромащенко (8 листопада 1905, село Терни, тепер смт. Роменського району, Сумської області — ?) — радянський і партійний діяч, секретар Київського обласного комітету КП(б)У, головний уповноважений уряду УРСР у Польщі із евакуації українського населення.

## Біографія
Народився в селянській родині. З 1927 року служив у Червоній армії.
Член ВКП(б) з 1928 року.
У 1937—1939 роках — інструктор сільськогосподарського відділу Київського обласного комітету КП(б)У.
У 1939—1941 роках — завідувач сектора кадрів земельних органів Управління кадрів ЦК КП(б)У.
У 1941—1942 роках — слухач Військово-політичної академії Червоної армії.
У 1943 році — заступник начальника політичного відділу 195-ї стрілецької дивізії, учасник німецько-радянської війни.
У 1943 — березні 1944 року — секретар Київського обласного комітету КП(б)У із кадрів.
У березні 1944 — лютому 1947 року — завідувач (начальник) відділу кадрів Народного комісаріату (Міністерства) закордонних справ Української РСР; заступник головного уповноваженого уряду Української РСР із евакуації українського населення з території Польщі.
У травні 1946—1947 роках — головний уповноважений уряду Української РСР із евакуації українського населення з території Польщі.
З лютого 1947 по травень 1950 року — заступник міністра сільського господарства Української РСР із кадрів.
На 1957—1958 роки — старший референт Управління справами Ради міністрів Української РСР.
Подальша доля невідома.

## Звання
- майор

## Нагороди
- орден Леніна
- два ордени «Знак Пошани» (23.01.1948, 26.02.1958)
- медаль «За перемогу над Німеччиною у Великій Вітчизняній війні 1941—1945 рр.»
- медалі